# Filip Sandberg
Filip Sandberg (* 23. července 1994, Järfälla) je švédský hokejový útočník, který nejčastěji hraje na pozici centra nebo pravého křídla. Poslední tři sezóny nastupoval za Skellefteå AIK. V létě 2024 přestoupil do HC Verva Litvínov.

## Kariéra
Mezi lety 2011 až 2014 reprezentoval Švédsko v juniorských mistrovstvích světa a vždy získal stříbrnou medaili. Během své kariéry hrál za kluby HV71, VIK Västerås HK, San Jose Barracuda a HC TPS.